# تپه ده‌کهنه و قبرستان تاریخی
تپه ده کهنه و قبرستان تاریخی مربوط به دوران‌های تاریخی پس از اسلام است و در شهرستان سقز، بخش زیویه، روستای ملاسالار واقع شده و این اثر در تاریخ ۲۵ اسفند ۱۳۸۰ با شمارهٔ ثبت ۵۱۱۹ به‌عنوان یکی از آثار ملی ایران به ثبت رسیده است.